# علي عرب (تشادغان)
علی عرب (بالإنجليزية: Ali Arab, Isfahan)‏ هي قرية تقع في قسم كبوتر سرخ الريفي (مقاطعة تشادغان) في إيران. يقدر عدد سكانها بـ 1,023 نسمة .